# 소비 유씨
소비 유씨(중국어: 劉昭妃, 1557년 - 1642년)는 중국 고대 황족 여성이다. 명 신종의 후궁이다. 지휘첨사 유응절의 딸이다. 명나라 말기, 베이징 함락 때 피살된 좌도독 유대는 소비 유씨의 동생이다.

## 생애
명 신종 만력 6년 (1578년), 21세의 나이로 소비(昭妃)에 책봉되었다. 평생 총애도 받지 못하였고, 자녀도 낳지 못하였다. 유씨는 명 희종이 즉위한 후, 천계 연간에 선의소비(宣懿昭妃)로 추존되어 자녕궁에 기거했다. 명나라는 신종 때 자성황태후가 세상을 떠난 뒤, 황태후가 나타나지 않자, 유태비가 태후의 인새를 관장했다.
유태비는 신중하고 후한 성격으로, 여러 왕을 사랑으로 보듬어, 조정과 궁중에서 신망이 두터웠다. 명 사종은 예를 갖추어 할머니처럼 모셨다. 한번은 사종 때, 유태비를 만나고 태비가 앉게 하자, 사종은 얼마 지나지 않아 깜빡 졸게 되었다. 유태비는 그 상황을 보고도 나무라지 않고, 좌우 궁인들에게 사종을 깨우지 말라고 명하고, 또 다른 사람에게 옷을 가져오게 하여 사종에게 덮어주었다고 한다. 이윽고 사종이 놀라 자리에서 일어나 의관을 정돈한 후, 유태비에게 "신종 연대는 국내외 일이 많지 않았는데, 지금은 재난이 많아 이틀 밤을 꼬박 새워 상주를 읽고 잠을 이루지 못하였습니다. 태비 앞에서 정신이 부족하여 실례를 범했습니다"라고 사죄하였다. 유태비는 차마 눈물을 흘리지 못하였다. 유씨는 숭정 15년에 86세의 나이로 세상을 떠났다. 시호는 선의강소(宣懿康昭)이다.

## 참고사료
- 《명사 권140 열전 제2》